# Sakarți, Haskovo
Sakarți (în bulgară Сакарци) este un sat în comuna Topolovgrad, regiunea Haskovo,  Bulgaria. 

## Demografie
Componența etnică a satului Sakarți
     Bulgari (100%)
     Nicio identificare (0%)
     Altele (0%)
La recensământul din 2011, populația satului Sakarți era de 11 locuitori. Din punct de vedere etnic, toți locuitorii erau bulgari.